# リジェ・JS7
リジェ・JS7 (Ligier JS7) は、リジェチームが主に1977年シーズンのF1参戦に用いたフォーミュラカーである。設計はジェラール・ドゥカルージュ。リジェのF1初優勝マシンである。翌1978年シーズン第10戦イギリスGPまで使用された（改良型JS7/9を含む）。

## 概要

### 開発
1976年用のマシンJS5のシャーシ設計を踏襲しているが、空力面を大幅に手直しした。マシンカラーは前年同様、スポンサー色のジタン・ブルーに彩られていたが、ウイングやノーズ形状がフェラーリ・312Tに似ていたため、ブルー・フェラーリとあだ名された。JS5に比してエンジン全高を30mm下げ、低重心化を図ることでマトラV型12気筒の515馬力といわれる高出力を効率よく走りに反映させることを狙った。

### 実績
JS7は1977年開幕戦アルゼンチンGPでデビューし、第8戦スウェーデンGPでジャック・ラフィットがリジェチームに初優勝をもたらした。
1978年シーズンは、ギアボックスを変更しホイールベースを延長した改良型JS7/9が開幕から用意され、ニューマシンJS9の投入後も併用された。JS7/9では他にリアサスペンションのモディファイと、燃料タンクのシートバック化による容量増大、フロントのワイドトレッド化が図られた。また新ギアボックスではシフトの重さが軽減されていた。第10戦イギリスGPまで使用された。

## スペック

### シャーシ
- シャーシ名 JS7 (カッコ内はJS7/9)
- ホイールベース 2,608 mm (2,760 mm)
- 前トレッド 1,536 mm (1625 mm)
- 後トレッド 1,600 mm
- ギアボックス ヒューランドTL 2-200 (ヒューランドFGA 400)
- タイヤ グッドイヤー
- マシン重量 525 kg 含エンジン603 kg (595 kg)

### エンジン
- エンジン名 マトラMS76
- 気筒数 V型12気筒
- 燃料・潤滑油 シェル
- 最高回転数 11,500 rpm
- 最大馬力 515 PS

## F1における全成績
(key) （太字はポールポジション）
| 年     | シャシー  | エンジン            | タイヤ | No. | ドライバー                 | 1   | 2   | 3   | 4   | 5   | 6   | 7   | 8   | 9   | 10   | 11  | 12  | 13  | 14  | 15  | 16  | 17  | ポイント | 順位 |
| ------ | --------- | ------------------- | ------ | --- | -------------------------- | --- | --- | --- | --- | --- | --- | --- | --- | --- | ---- | --- | --- | --- | --- | --- | --- | --- | -------- | ---- |
| 1977年 | JS7       | マトラ MS76 3.0 V12 | G      |     |                            | ARG | BRA | RSA | USW | ESP | MON | BEL | SWE | FRA | GBR  | GER | AUT | NED | ITA | USE | CAN | JPN | 18       | 8    |
| 1977年 | JS7       | マトラ MS76 3.0 V12 | G      | 26  | ジャック・ラフィット       | NC  | Ret | Ret | 9   | 7   | 7   | Ret | 1   | 8   | 6    | Ret | Ret | 2   | 8   | 7   | Ret | 5   | 18       | 8    |
| 1977年 | JS7       | マトラ MS76 3.0 V12 | G      | 27  | ジャン＝ピエール・ジャリエ |     |     |     |     |     |     |     |     |     |      |     |     |     |     |     |     | Ret | 18       | 8    |
| 1978年 | JS7 JS7/9 | マトラ MS76 3.0 V12 | G      |     |                            | ARG | BRA | RSA | USW | MON | BEL | ESP | SWE | FRA | GBR  | GER | AUT | NED | ITA | USE | CAN |     | 19       | 6    |
| 1978年 | JS7 JS7/9 | マトラ MS76 3.0 V12 | G      | 26  | ジャック・ラフィット       | 16  | 9   | 5 † | 5   |     | 5 † |     |     | 7 † | 10 † |     |     |     |     |     |     |     | 19       | 6    |

- †6ポイントはJS7/9による